# 1961年のル・マン24時間レース

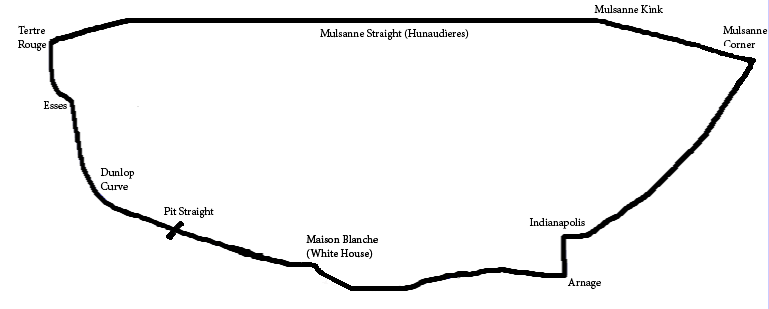
1961年のコース

1961年のル・マン24時間レース（24 Heures du Mans 1961 ）は、29回目のル・マン24時間レースであり、1961年6月10日から6月11日にかけてフランスのサルト・サーキットで行われた。

## 概要
出走は55台
完走は22台。
オリヴィエ・ジャンドビアン/フィル・ヒル組のフェラーリ・250TR61の10号車が24時間で4476.580kmを平均速度186.527km/hで走って優勝した。